# الأشرف الرسولي بن الناصر
الأشرف إسماعيل بن عبد الله بن أحمد أو الأشرف إسماعيل بن المنصور هو الملك الحادي عشر من ملوك الدولة الرسولية في اليمن، حكم في الفترة (1427 – 1438 م).